# Atteva
Famille
Genre
Atteva est un genre de lépidoptères, le seul genre de la famille des Attevidae. 
Il regroupe 52 espèces décrites,.

## Systématique
Les Attevidae étaient auparavant considérés comme une sous-famille de la famille des Yponomeutidae, sous le nom d'Attevinae.

## Liste des espèces
- Atteva aurata
- Atteva aurea
- Atteva cosmogona
- Atteva fabriciella
- Atteva flavivitta
- Atteva floridana
- Atteva fulviguttata
- Atteva gemmata
- Atteva hysginiella
- Atteva intermedia
- Atteva niveigutta
- Atteva numeratrix
- Atteva pustulella
- Atteva rawlinsi
- Atteva siderea
- Atteva sidereoides
- Atteva wallengreni
- Atteva yanguifella
- Atteva zebra
- Atteva zebrina